# Xavier Margairaz
Xavier Margairaz (Rances, Suiza, 7 de enero de 1984) es un futbolista suizo. Juega de mediocentro en el Servette Football Club Genève.

## Carrera
En la temporada 2007 - 2008 llegó a las filas del Club Atlético Osasuna con un contrato de tres años de duración. En febrero de 2008, el jugador suizo sufrió una grave lesión de rodilla (fractura del ligamento cruzado anterior) durante un amistoso frente al SD Eibar. Como consecuencia se perdió el resto de temporada con Osasuna, donde se había afianzado en el equipo titular, y la Eurocopa de 2008 celebrada en su país. 
En enero de 2009 regresa al FC Zürich como cedido hasta final de campaña y en julio de 2009 se cerró su traspaso al club suizo por 400.000 euros.
En 2013 el jugador formó parte del Sion.
En enero de 2014, el centrocampista se compromete para la presente campaña con el Servette, segundo clasificado de la Segunda División de Suiza. 

### Selección nacional
Ha sido internacional con la Selección de fútbol de Suiza, ha jugado 16 partidos internacionales.

## Palmarés
- Super Liga Suiza: 2006, 2007, 2009 - FC Zürich